# Филиппова, Людмила Васильевна
Людмила Васильевна Филиппова (род. 19 апреля 1942 года) — советский и российский педагог, член-корреспондент РАО (2006).

## Биография
Родилась 19 апреля 1942 года.
В 1966 году — окончила Горьковский государственный педагогический институт иностранных языков имени Н. Добролюбова.
В 1985 году — защитила кандидатскую, а в 1993 году — докторскую диссертацию.
В 1996 году — присвоено учёное звание профессора.
С 1993 года — работает в Нижегородском государственном архитектурно-строительном университете, в настоящее время — заведующая кафедрой педагогики и психологии.
В 2006 году — избрана членом-корреспондентом Российской академии образования от Отделения психологии и возрастной физиологии.

## Научная деятельность
Основное направление научно-исследовательской работы: «Социально-педагогическое проектирование культурно-образовательной среды».
Руководитель опытно-экспериментального учебно-научно-производственного комплекса, действующего при ГХИ ННГАСУ, член Ученого совета по защите диссертаций ДМ 212.162.05 по специальности 13.00.01 — Общая педагогика, история педагогики и образования.
Ведет научное руководство аспирантами и соискателями.

## Награды
- Премия Правительства Российской Федерации в области образования (совместно с Ю. А. Лебедевым, за 2003 год) — за монографию «Психолого-педагогические основания здоровьесберегающих технологий»[3]
- Заслуженный работник высшей школы Российской Федерации (1999)[4]
- Медаль «Ветеран труда» (1986)